# Archelao di Cilicia
Archelao di Cilicia (greco: Ἀρχέλαος; latino: Archelaus; ... – 38) fu un principe della Cappadocia di origine anatolica e un sovrano vassallo dei romani della Cilicia Trachea e della Licaonia orientale. È talvolta chiamato Archelao minore o Archelao II per distinguerlo da suo padre, Archelao di Cappadocia.

## Biografia
Archelao discendeva dall'omonimo generale di Mitridate VI del Ponto, fondatore della sua dinastia. Era figlio del re Archelao di Cappadocia e della sua prima moglie, una principessa armena dal nome non tramandato dalle fonti; sua sorella fu la principessa Glafira, imparentata alla dinastia erodiana, madre di Tigrane V di Armenia, di Alessandro e di una figlia dal nome sconosciuto.
Nel 25 a.C., Augusto assegnò ad Archelao di Cappadocia alcuni ulteriori territori, tra cui la città di Elaussia Sebaste, che Archelao fece la sua nuova capitale; qui si trasferì con la famiglia e qui passò la giovinezza Archelao di Cilicia.
Archelao di Cappadocia morì nel 17; la Cappadocia divenne provincia romana e l'Armenia Minore fu assegnata ad Artaxias III; i Romani concessero ad Archelao di governare, come sovrano vassallo, la Cilicia Trachea, con le relative dipendenze marittime, Derbe, Laranda e tutte le regini limitrofe fino alla Licaonia orientale. Archelao poté governare anche sulla piccola regione cilicia della Cetis.
Nel 36 la tribù cappadoce dei Cieti, soggetta ad Archelao, oppose resistenza alla riforma fiscale in senso romano voluta dal sovrano; la tribù si ritirò sui monti del Tauro dove, sfruttando il terreno difficile, riuscì a tenere testa alle truppe di Archelao. Questi, allora, si rivolse al governatore romano della Siria, Lucio Vitellio, che mandò quattromila legionari - oltre alle truppe ausiliarie - al comando di Marco Trebellio; i Romani assediarono i Cieti, che dopo una breve resistenza si arresero.
Archelao morì nel 38 senza lasciare eredi. I suoi territori furono assegnati ad Antioco IV di Commagene; quando nacque il figlio di Antioco, esso ricevette il nome di Gaio Giulio Archelao Antioco Epifane in onore del defunto sovrano.